# سیسکلیپوس
سیسکلیپوس (به لاتین: Sysklipos) یک منطقهٔ مسکونی در قبرس شمالی است که در Girne District واقع شده‌است. سیسکلیپوس ۸۷ نفر جمعیت دارد.